# 彩虹眷村
24°8′0.96″N 120°36′35.17″E / 24.1336000°N 120.6097694°E

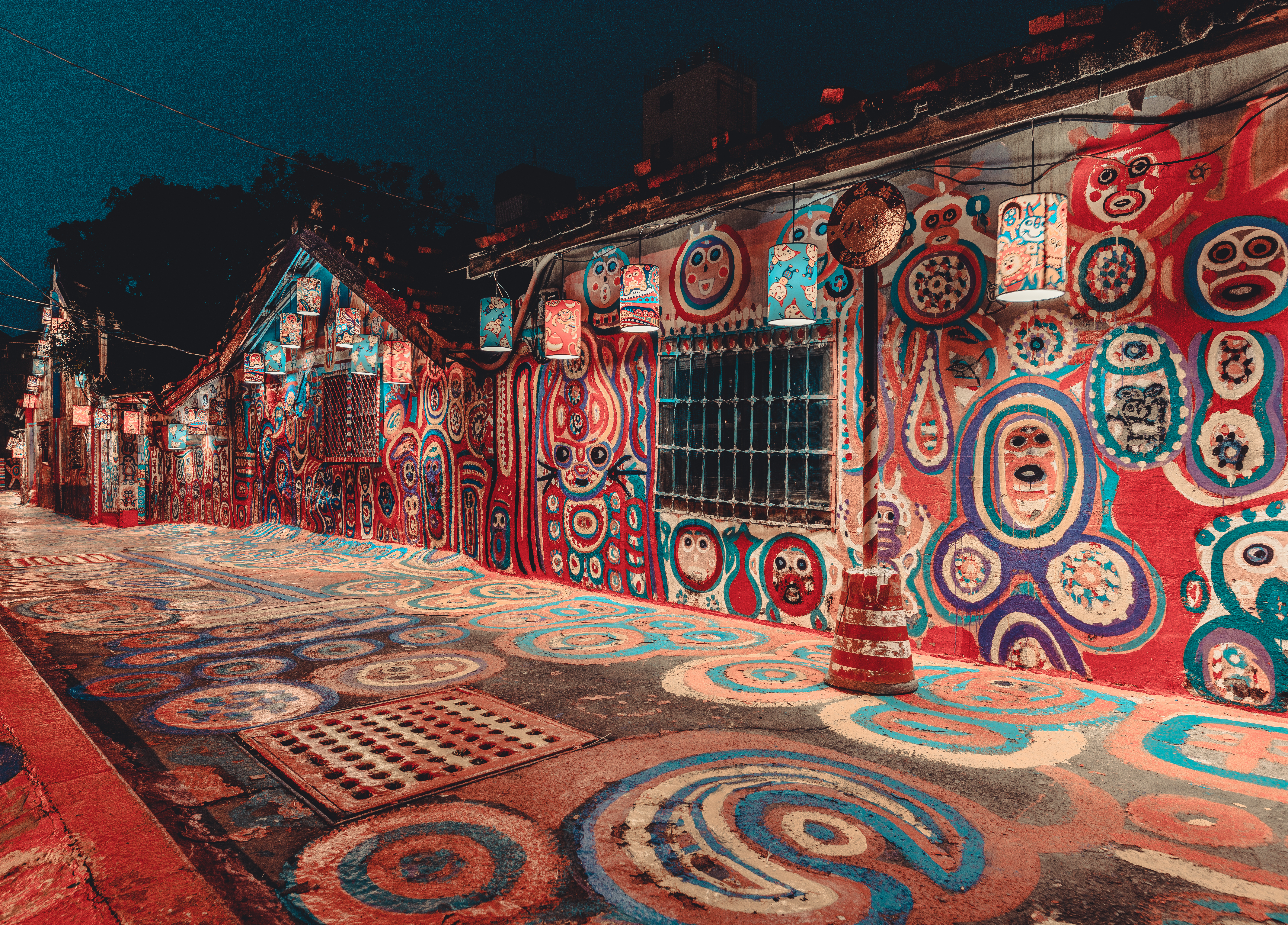
彩虹爺爺2016年繪製眷村的樣貌

彩虹眷村，又稱彩虹村、彩虹藝術公園，是位於臺灣臺中市南屯區春安里的一處建築彩繪地景園。因榮民住戶黃永阜在待拆除的老屋上作畫，而有「彩虹爺爺」之稱，曾引發台中當地居民、支持單位與學生蔡克斯等共同發動「919搶救彩虹村」活動，經過幾次官民溝通，臺中市政府以市地重劃方式將該處闢劃為公園而保存，現址僅留彩虹爺爺黃永阜夫婦居住。
彩虹眷村成為觀光景點後，則創下年逾百萬到訪人潮，獲選英國旅遊網站台灣十大Instagram打卡點，日本網友最想去的拍照景點，與孤獨星球書籍「世界的祕密奇跡」評選為全球值得探訪的景點。

## 歷史

### 建築史
彩虹眷村在成功嶺營區與嶺東科技大學之間，緊鄰馬祖二村、台貿五村、干城六村，雖較近馬祖二村而劃進其之鄰里，但實非眷管範圍，不屬於仳鄰上述之公有眷村，土地為國防部、農田水利會及私人。早年由九位老兵自己籌建的六幢建物，形同違建戶，產權複雜。黃永阜原本要住養老院安養，後改了念頭，於1979年買了現在彩虹村（春安路56巷25號）的房子，為配合三個眷村改建政策，因位於都市更新建功自辦重劃區之道路用地而計畫拆除。

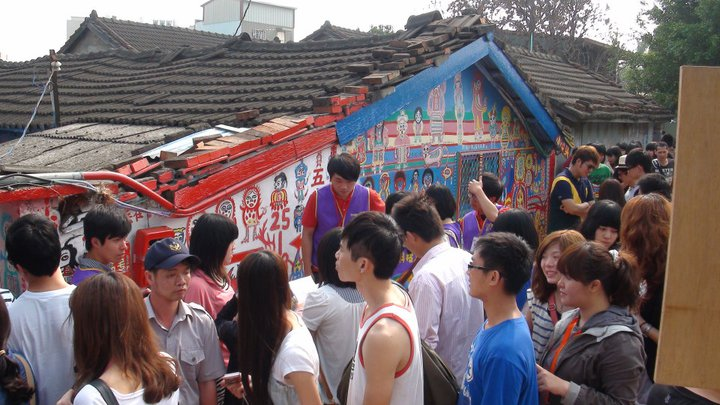
919搶救彩虹村學生志工

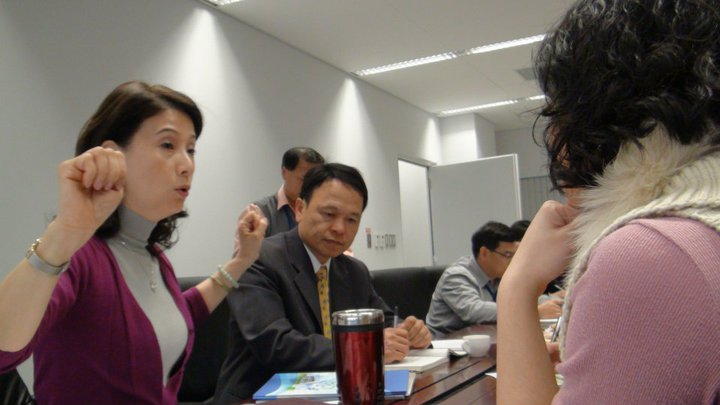
官民溝通現場

2008年8月起黃永阜排遣無聊、本為於春安路56巷附近樓房臨去彩繪留念的做畫之舉，2010年經嶺東、弘光科技大學的教授及學生發現畫作頗富童趣可愛、表情傳神，由地方人士支持、大學生蔡克斯出面策動兩大學的師生向台中市政府申請保留這些意外的文化資產，而引發「搶救彩虹村」活動。2010年9月經過台中市市長胡志強、臺中市政府文化局局長葉樹姍、臺中市政府文化局藝文推廣科科長許智順及相關單位與人事的研議，雖建物尚不足以被認定為文化資產，但改在徵得所有權人同意下，以「彩虹藝術公園」之方式保留下來，保留的部份包括一旁原有的公園、幾棵老樹和黃老爺爺繪製創作約六幢棟建物區塊。彩虹眷村現僅存彩虹爺爺黃永阜夫婦居住方便作畫，於2014年1月25日開幕啟用。
臺中市政府原要在2022年8月1日進行牆面加固工程，要求文創業者遷出眷村，彩虹文創負責人魏丕仁認為遷離時間實在太短，於是魏丕仁父子與員工等14人在7月30日傍晚使用紅色、藍色油漆塗抹牆上的繪畫，以示抗議。檢察官訊問之後，命令魏丕仁限制住居，其餘涉案人無保請回，市產所有人文化局則對14人提出告訴，並即日起關閉彩虹眷村園區修復遭破壞的牆面，黃永阜亦搬離彩虹眷村；2023年6月有保護牆面措施後短暫開放一個月。

### 彩虹爺爺黃永阜
軍職生涯

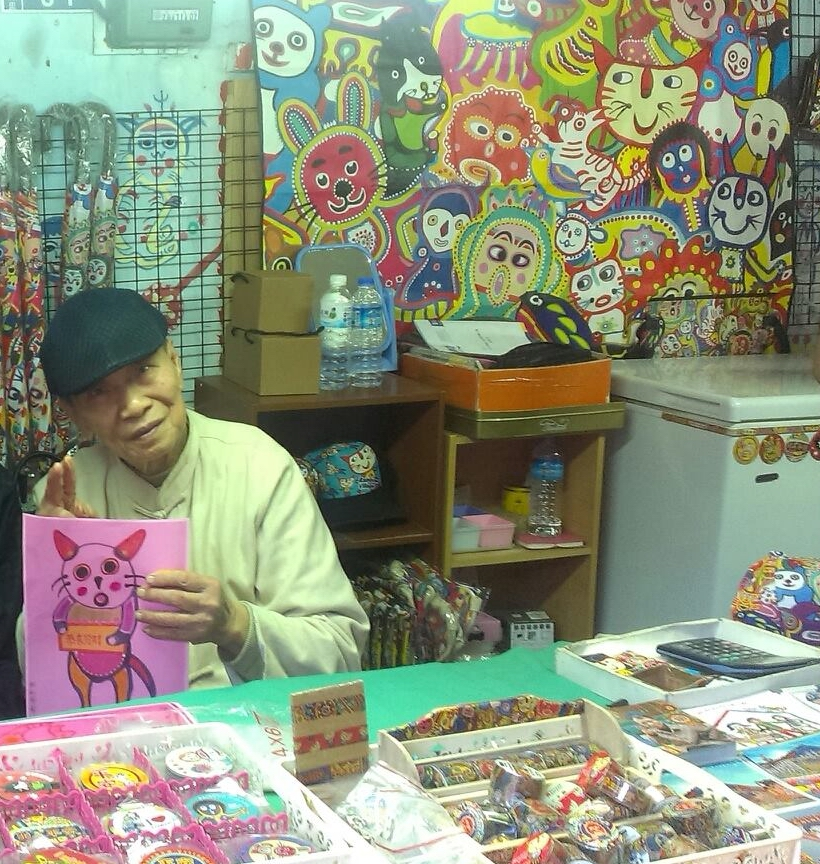
彩虹爺爺—黃永阜

黃永阜（1924年1月16日—2024年1月23日）是彩虹眷村彩繪者，人稱「彩虹爺爺」，生於廣東省台山縣。父親黃平其於抗戰期間與日軍奮戰犧牲，兄弟姊妹六人，黃為長子，自幼習武與打擊七星鼓，年輕時從軍十萬青年十萬軍，抗戰結束後於香港九龍調景嶺定居與工作，國共內戰時又於海南島服役，1950年隨政府撤退來台灣居住屏東縣，在空軍服役，曾參加1958年八二三砲戰左肩中彈負傷，出院後派駐台中坪林陸軍新兵訓練中心擔任班長及文書工作，於1979年退伍。
黃退伍當年在弟弟黃孔輝（居住香港）贊助30多萬新台幣，加上自己的積蓄買了現在彩虹眷村的房子，黃永阜55歲退伍後自覺還餘力年輕，就近先後在台中工業區與台中嶺東科技大學（彩虹眷村北面）擔任警衛；而黃永阜參與對日抗戰與八二三砲戰負傷作戰的保國衛民奉獻精神，也分別於2015、2016年獲頒抗戰勝利紀念章與保衛台灣紀念章之殊榮。
畫作竄紅

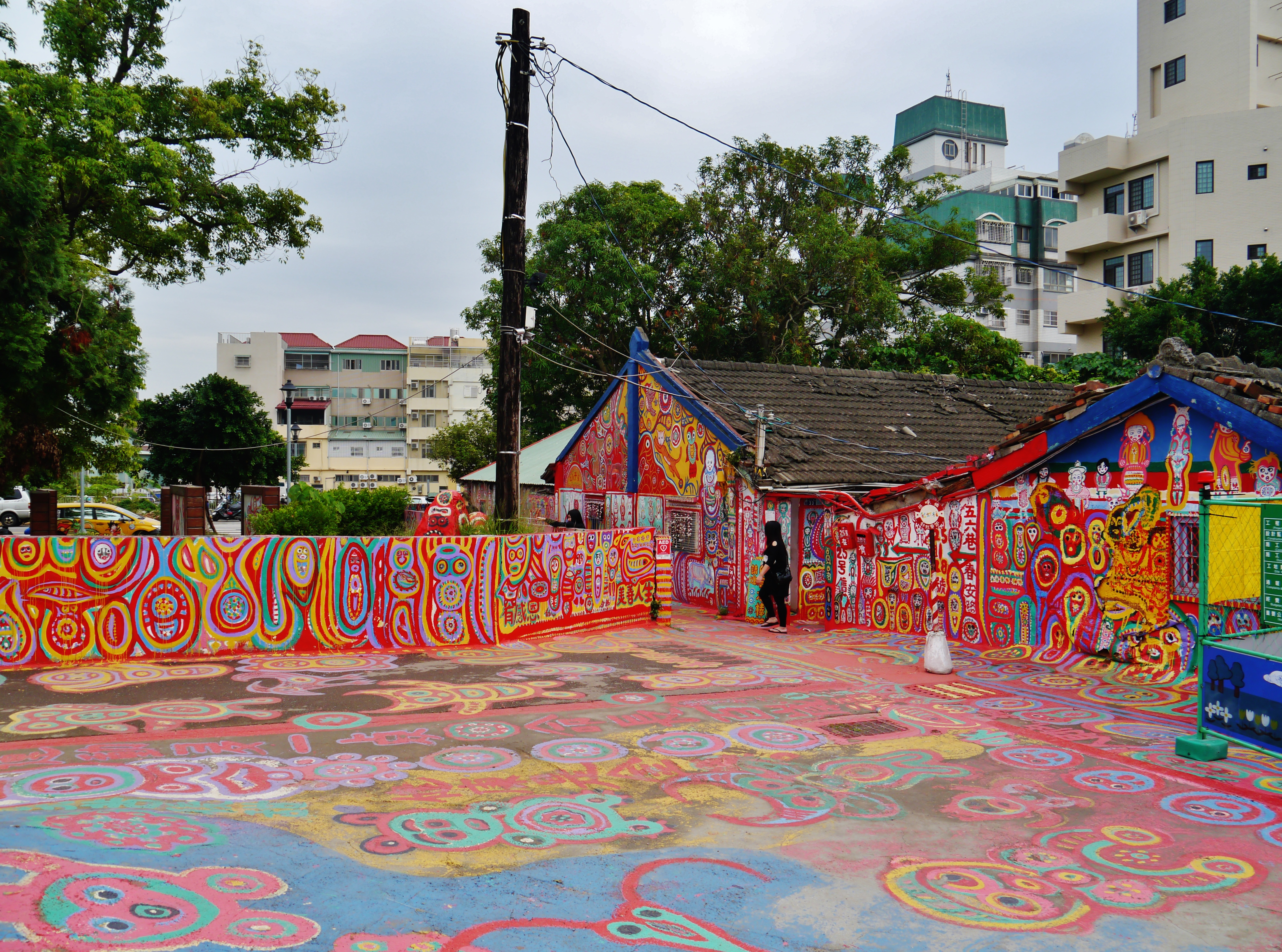
彩虹眷村（2016年）

黃永阜在2008年8月起開始彩繪建物，因民眾在2010年9月引發「搶救彩虹村」活動後，彩虹村則闢劃為「彩虹藝術公園」而保存，加以民眾及市政府旅遊網之推介，在網路上竄紅，知名度大增，遊客如織，而臺中市政府文化局考量近九十歲之獨居爺爺不黯網路，便委外招商請「彩虹村-彩虹爺爺」官方網站，並請志工協助幫忙，行銷其彩繪創作與理念，網站與畫作現場也義賣文創紀念品，以支應作畫與維護建物所需。2013年，黃永阜在台中榮民總醫院與照顧他的看護廖漢秀結婚。
彩虹眷村因成為觀光景點，創下年逾百萬到訪人潮，包括香港、澳門、新加坡、馬來西亞、韓國、日本及中國大陸等地超過二十家電視台、報社到訪報導
，國立故宮博物院乾隆特展亦將彩虹爺爺列位台灣百大藝術人物首位。日本漫畫鬼太郎會社都說爺爺是台灣的宮崎駿，他的畫具有療效。而法國藝術研究生與知名的素人藝術網站以12個篇幅專門介紹彩虹村和彩虹爺爺。2012年彩虹眷村也獲選英國旅遊網站全台十大Instagram打卡點、日本網友最想去的拍照景點。2017年獲孤獨星球新書「世界的祕密奇跡」，評選全球值得探訪的景點，同與宜蘭菌寶貝博物館為台灣唯二入選景點。
黃永阜創作之餘也參與麗安老人長期照顧中心、老五老基金會、周大觀文教基金會之公益活動，於上午四點就起床繪畫或補漆。
因台中市府2022年8月封村整修，黃永阜搬離彩虹眷村與家人同住。於2024年1月23日下午辭世，享嵩壽101歲。

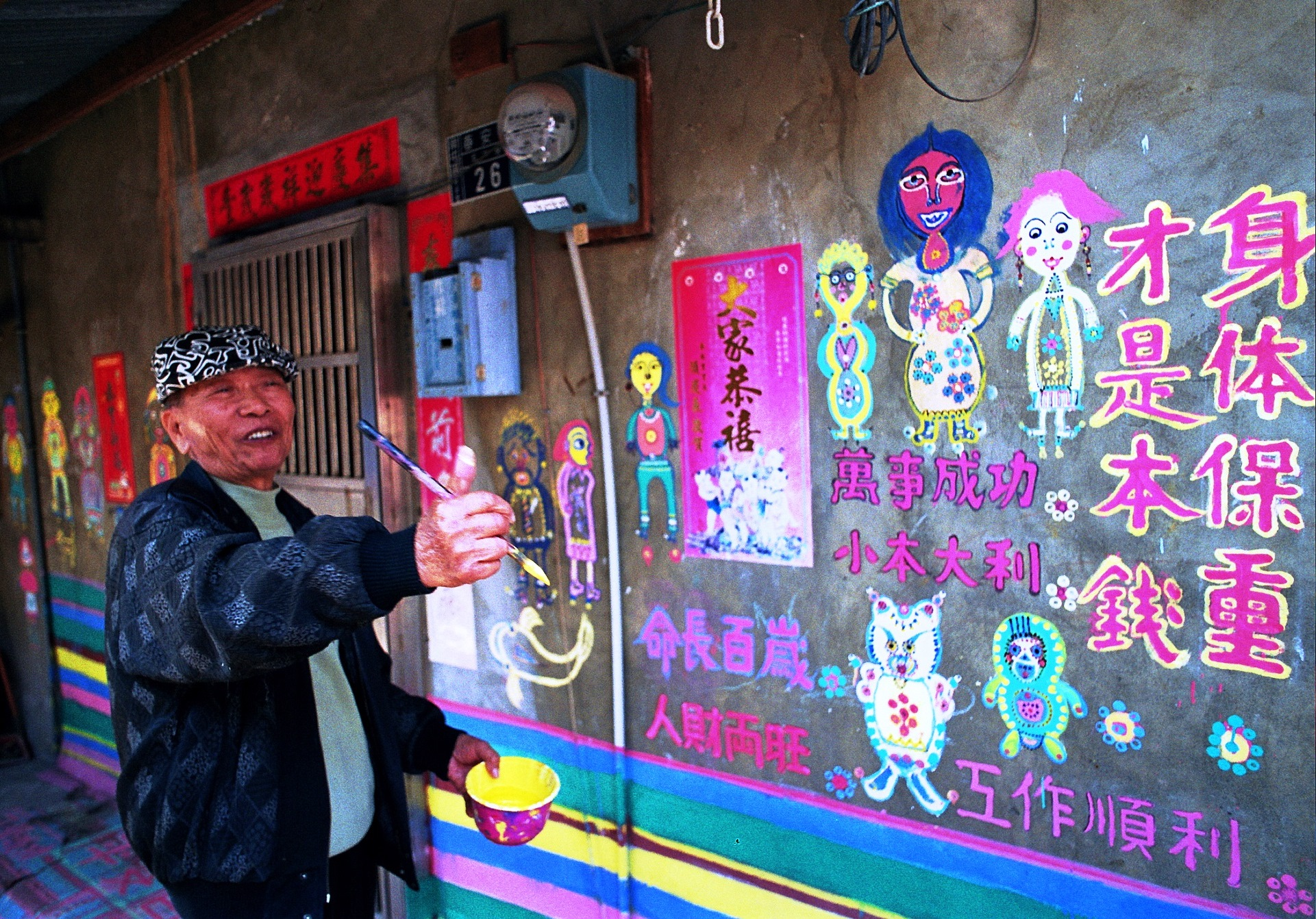
彩虹眷村-景1
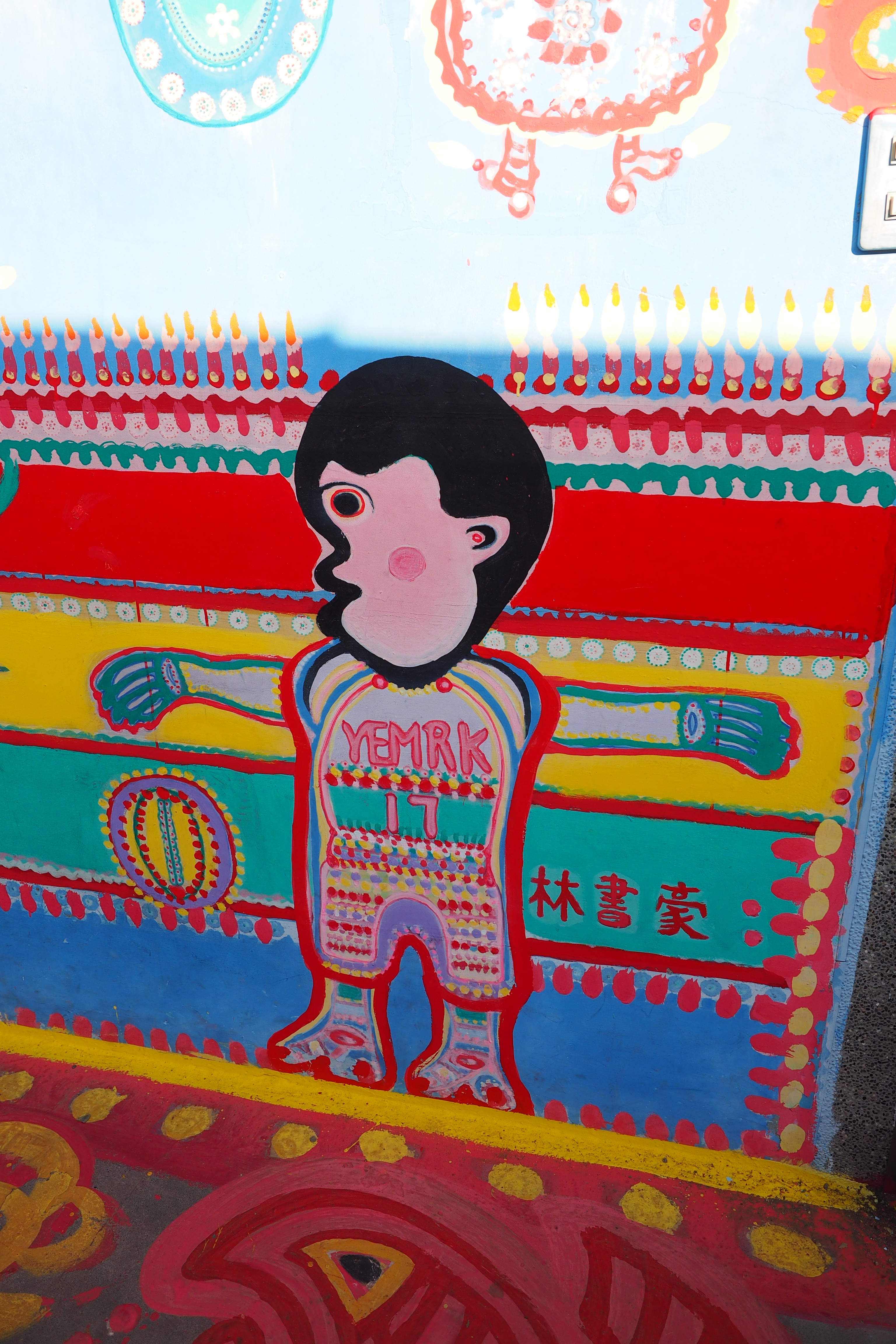
彩虹眷村-景2
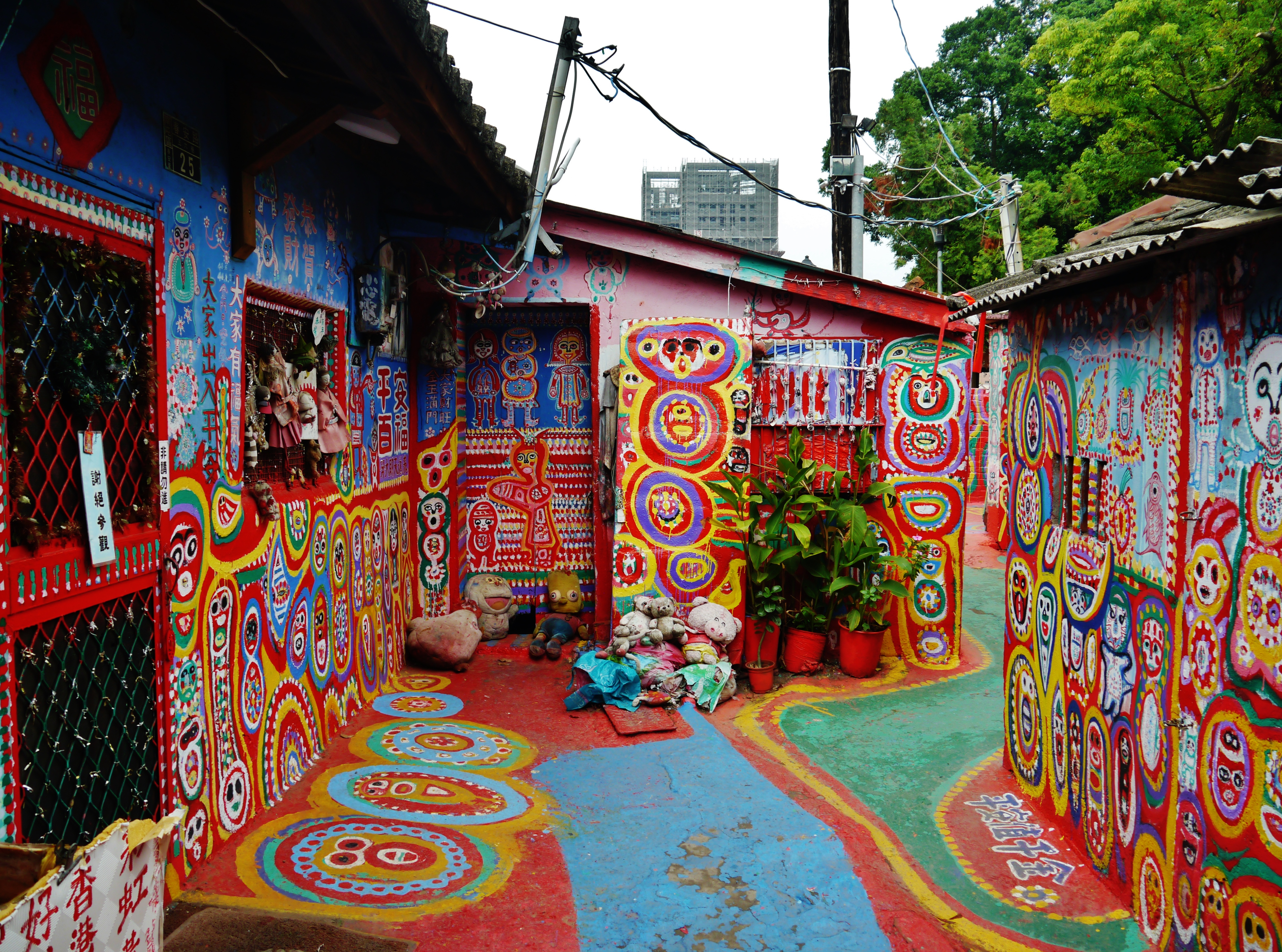
彩虹眷村-景3
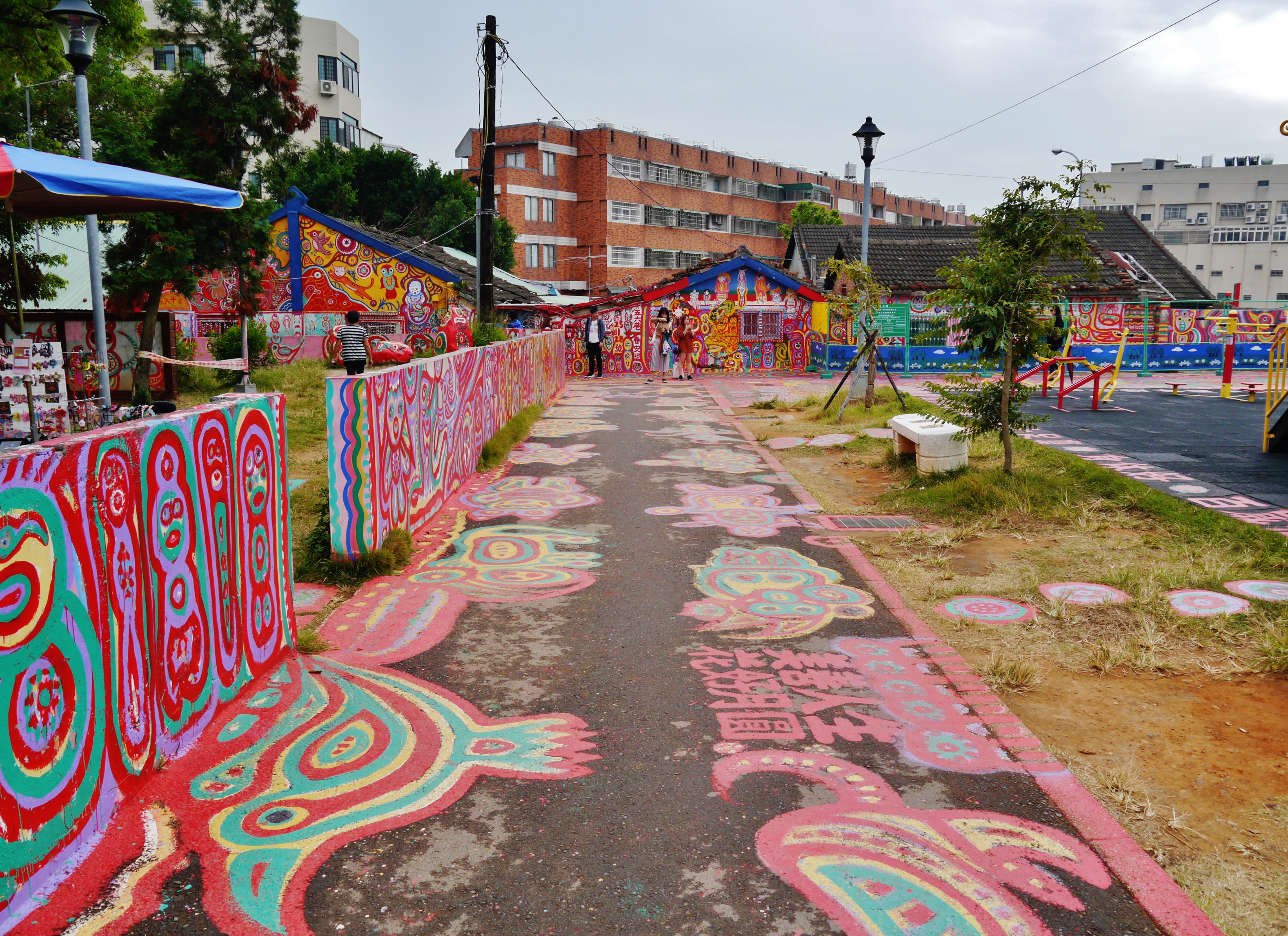
彩虹眷村-景4

## 仳鄰台貿五村、干城六村、馬祖二村之源流

### 位置
台貿五村、干城六村與馬祖二村（已拆遷），位於臺中市南屯區春安里嶺東科技大學旁，為婦聯會於1956年至1967年間共捐建為數十期計38120戶軍眷住宅之一，後撥付國防部各軍種列管之眷宅，眷舍房型面積有甲型12.3坪、乙型10坪、丙型8.4坪、丁型7.6坪等四種。三眷村規劃於1962年6月至12月興建，但完工進駐以台貿五村最先，干城六村為次，馬祖二村最晚 。眷戶近800戶，地籍有39筆，面積10.2584公頃，公有地佔 90.70％，私有地佔9.30％，公有地管理機關為國防部，主要道路為春安、建功路，學區為春安國小，三眷村是相鄰的中部大型區域眷村，早期台中市政府因應其相繼建村人口遷入，將此區域自春社里劃分為春安里。雖然三個村子進駐眷屬之單位不一，但因僅臨在一起，所以活動多是共同辦理。

### 興建
台貿五村，位於南屯區建功南2巷，因由婦聯會以貿易商捐款興建，故名「台貿五村」，是婦聯會捐建的第六期興建案，於1962年興建完工進駐，分配陸軍列管，安置陸軍各單位之官兵眷屬，屋型分乙、丙、丁三種，約300戶。
干城六村，位於南屯區春安里11巷，因安置陸訓部（干城部隊）成功嶺官兵眷屬為主，故名「干城六村」，是婦聯會捐建第七期興建案，於1963年初興建完工進駐，分配陸軍列管，安置陸訓部成功嶺、國防部與裝甲部隊之官兵眷屬，屋型為乙、丙、丁三種，約250戶。
馬祖二村，位於南屯區春安里7巷，因安置在馬祖服役的官兵眷屬為主，故名「馬祖二村」，同是婦聯會捐建的第七期興建案，於1963年7月興建完工進駐，分配陸軍列管，安置在馬祖服役的官兵眷屬為主，也有少數成功嶺官兵眷戶，屋型僅丙、丁兩種，原規劃100戶，後興建約180戶。

### 拆除
三眷村於2000年至2004年配合台中市政府眷改計劃拆遷，而彩虹眷村因產權複雜於後，台中市政府復於2005年11月完成「已騰空眷村土地變更都市計畫可行性先期規劃案」，也鼓勵民間參於此都更計畫。至2005年11月，台貿五村、馬祖二村、干城六村剩40多戶人口，2007年12月除建功路南側、春安路底尚有部分住戶及春安社區活動中心外，三眷村大部分已騰空圍上圍籬，2012年三眷村與彩虹眷村併為建功自辦重劃區開發與整地，拆遷戶分別安置在國安國宅、虎嘯國宅、福聯社區或部分自宅，而現在原址人口多已遷出。春安里因眷戶大量遷移，至2016年現存戶約剩345戶、909人，彩虹眷村則剩彩虹爺爺黃永阜夫婦居住。

## 外部連結
- 台中市政府觀光旅遊網──彩虹眷村
- 彩虹眷村─彩虹爺爺的Facebook專頁